# GUID Partition Table

Umístění GPT na pevném disku, kde každý logický blok (LBA) má velikost 512 bajtů a každá položka pro jednotlivé diskové oddíly má 128 bajtů. Záporné hodnoty vyjadřují umístění položek na konci disku.

GUID Partition Table (GPT) je v informatice standard pro členění pevného disku na oddíly. Nahrazuje starší tabulku MBR, která neumožňuje použít disk větší než 2 TiB. GPT je součástí standardu UEFI od firmy Intel, který by měl nahradit v IBM PC kompatibilních počítačích klasický BIOS.
Konverze disku z MBR na GPT je snadná, pokud první oddíl nezačíná hned na LBA 1, ale došlo při formátování disku k zarovnání prvního oddílu (od Windows Vista je zarovnání na 1 MiB). V takovém případě je na začátku disku dostatek místa pro umístění GPT.

## Hlavní rozdíly oproti MBR
- zcela opouští dělení disku na cylindry, hlavy a sektory, pracuje pouze s LBA
- umožňuje pracovat s velkými pevnými disky (teoretická maximální velikost oddílu 9,4×1021 bytů = 9,4 ZB = 8 ZiB, má-li LBA sektory 512 kB - tuto velikost obvykle neumí využít OS, například Microsoft podporuje maximální velikost 18 EB), MBR umožní pracovat pouze s oddíly do velikosti 2,20 TB = 2 TiB (232 × 512 bytů), ale správce logických disků umožňuje tzv. „dynamické disky“, což umožňuje adresovat i například 256 TiB bez použití GPT.
- umožňuje vytvořit více oddílů - Microsoft implementuje 128, z toho 4 jsou vyhrazené, tedy 124 uživatelsky dostupných (MBR pouze 4 oddíly + v extended oddílu další logické)
- záložní kopii tabulky ukládá na konci disku
- velikost GPT je na disku s 512 B sektory 34×512 B = 16 KiB (první oddíl začíná na LBA 34)